# Carterocephalus
Carterocephalus es un género de lepidópteros ditrisios de la subfamilia Heteropterinae dentro de la familia Hesperiidae.

## Especies
Lista de especies.
- Carterocephalus abax Oberthür, 1886
- Carterocephalus alcinoides Lee, 1962
- Carterocephalus alcinus Evans, 1939
- Carterocephalus argyrostigma (Eversmann, 1851)
- Carterocephalus avanti (de Nicéville, 1886)
- Carterocephalus canopunctatus (Nabokov 1941)
- Carterocephalus christophi Grum-Grshimailo, 1891
- Carterocephalus dieckmanni Graesser, 1888
- Carterocephalus flavomaculatus Oberthür, 1886
- Carterocephalus habaensis Yoshino, 1997
- Carterocephalus houangty Oberthür, 1886
- Carterocephalus micio Oberthür, 1891
- Carterocephalus niveomaculatus Oberthür, 1886
- Carterocephalus palaemon (Pallas, 1771)
- Carterocephalus pulchra (Leech, 1891)
- Carterocephalus silvicola (Meigen, 1829)

## Galería

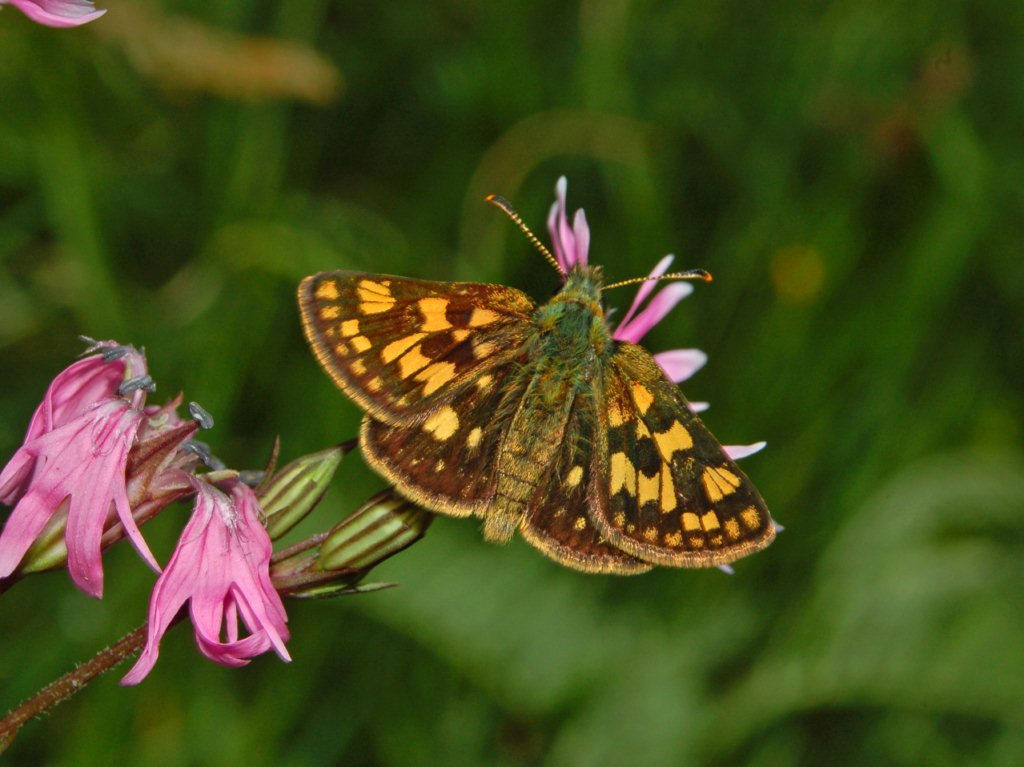
Carterocephalus palaemon,
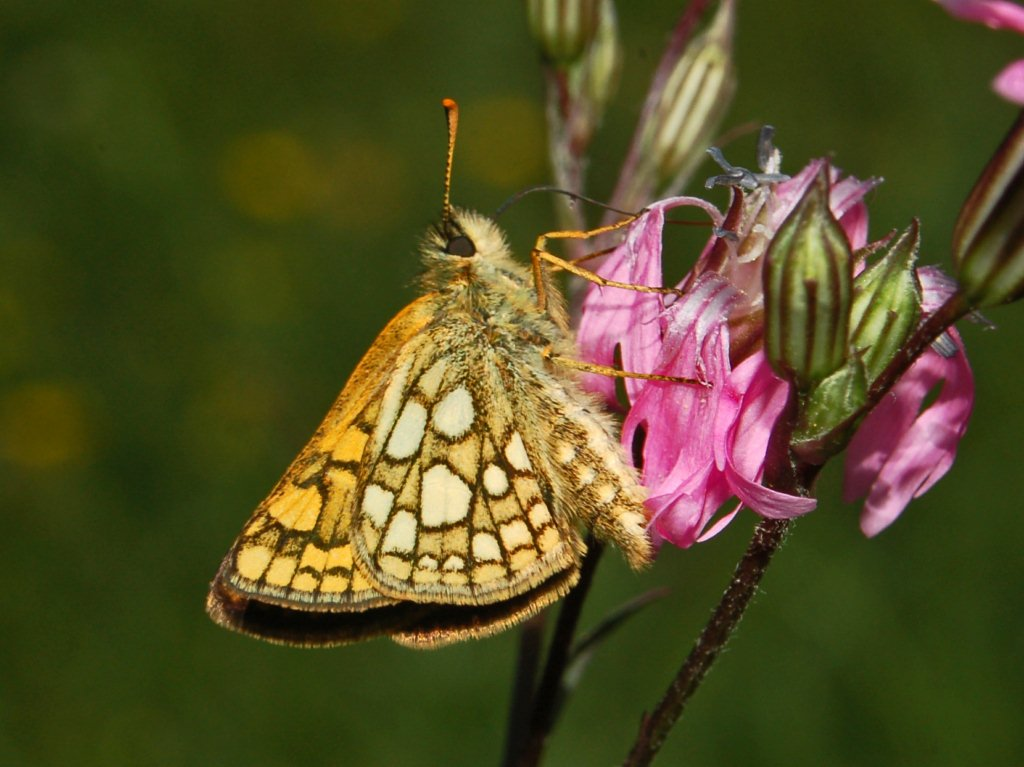
Carterocephalus palaemon,
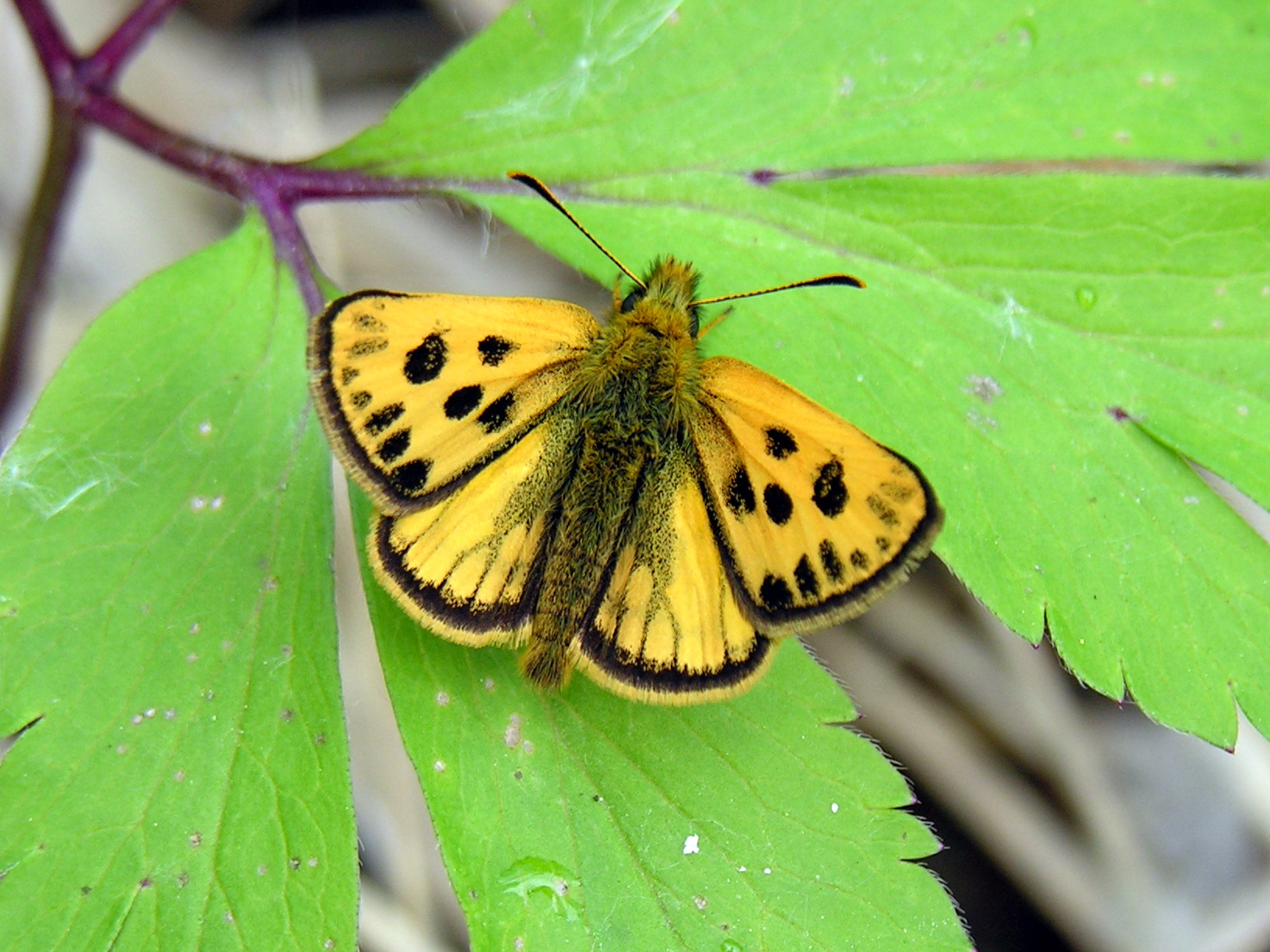
Carterocephalus silvicola
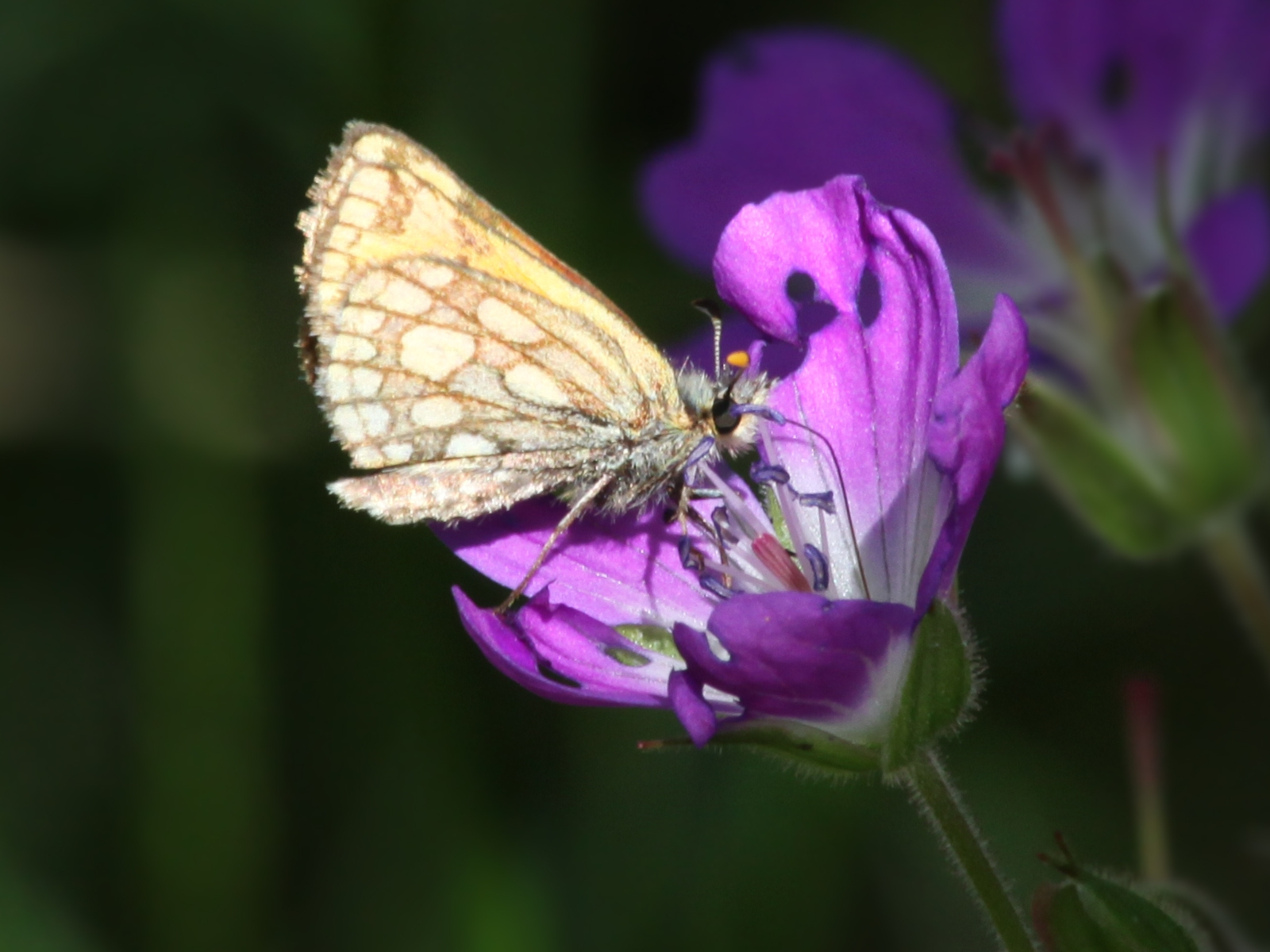
Carterocephalus silvicola,